# RZ Cassiopeiae
RZ Cassiopeiae (RZ Cas / HIP 13133) es una estrella variable en la constelación de Casiopea.
De magnitud aparente media +6,26, se encuentra a 213 años luz del sistema solar.

## Características de las componentes
RZ Cassiopeiae es, en primera instancia, una estrella binaria cuyo período orbital es de sólo 1,19525 días.
Constituye una «binaria semidesprendida», lo que significa que una de las estrellas llena su lóbulo de Roche, perdiendo materia que cae hacia su compañera.
La componente principal del sistema es una estrella blanca de la secuencia principal de tipo espectral A3Vv.
Similar a Denébola (β Leonis), tiene una temperatura efectiva de 8600 K.
Su luminosidad es 17 veces mayor que la del Sol y su radio es un 51% más grande que el radio solar.
Gira sobre sí misma con una velocidad de rotación proyectada —límite inferior de la misma— de 76 km/s.
Su masa duplica la masa solar.
Por su parte, la estrella acompañante es una subgigante de tipo K0IV con una temperatura de 5120 K aproximadamente.
Su luminosidad es un 90% superior a la luminosidad solar, siendo su radio casi el doble que el del Sol.
Sin embargo, su masa supone sólo el 70% de la masa solar.
La binaria RZ Cassiopeiae tiene dos compañeras estelares más.
La más alejada, denominada HIP 13133 C, está separada visualmente 6,6 segundos de arco; tiene un brillo 1,9 magnitudes menor que el de la binaria.
La cuarta estrella, HIP 13133 D, está separada sólo 3,87 segundos de arco de la binaria y es mucho más tenue, siendo su brillo 9,4 magnitudes inferior al de la binaria.
El sistema puede tener una edad de 13,0 ± 3,7 millones de años.

## Variabilidad
Debido a que el plano orbital está inclinado 82° respecto al plano del cielo, RZ Cassiopeiae es una variable eclipsante semejante a Algol (β Persei) o a ζ Phoenicis.
En el eclipse principal su brillo disminuye 1,54 magnitudes cuando la componente más tenue y fría intercepta la luz de su compañera, mientras que en el eclipse secundario el brillo decae sólo 0,08 magnitudes.
Es una estrella muy brillante en rayos X, siendo su luminosidad en dicha región del espectro de 2772 ×1020 W, comparable a la de β Crateris o RS Chamaeleontis, esta última también binaria eclipsante.
Por último, hay que señalar que el sistema es una radioestrella.
La primaria del sistema —la estrella A3V— es también una variable Delta Scuti.
Su período de pulsación es de 0,0116 días y se ha observado que 
la amplitud de la variación debida a las pulsaciones varía de forma notable de un año a otro.
Se piensa que la transferencia de masa de la componente más fría a la más caliente puede ser responsable de este peculiar comportamiento.